# Bank Charter Act
Il Bank Charter Act è una legge, promulgata nel 1844 dal Parlamento del Regno Unito durante il governo di Robert Peel, che attribuì il potere di emettere banconote alla sola Banca d'Inghilterra in Inghilterra e Galles.
È una delle Bank of England Act.

## Descrizione
Si assume che con quest'atto si giunga alla nascita del Gold standard del XIX secolo: infatti l'emissione di nuove banconote doveva essere coperta da un uguale ammontare d'oro, facendo prevalere la teoria del bullionismo.
L'atto segnò la vittoria della teoria che riteneva l'emissione di nuove banconote una causa d'inflazione e contribuì all'intensificarsi del boom delle ferrovie degli anni '40 dell'Ottocento nel Regno Unito.
Nonostante l'atto richiedesse che tutta la valuta circolante fosse garantita da adeguata valuta circolante, il governo inglese si riservò il potere di sospenderlo in caso di crisi e ciò avvenne in alcuni casi: nel 1847 (che causò la fine della railway mania), nel 1857 e nel 1866, con il fallimento della Overend, Gurney and Company.

### Anni recenti
Ancora oggi sette banche private emettono ancora le proprie banconote denominate in sterline in Scozia e Nord Irlanda, tuttavia la maggior parte delle banconote emesse privatamente devono essere coperte da depositi mantenuti presso la Banca d'Inghilterra.
Con il Banking Act 2009, una parte della legge è stata abrogata, riservando ancora più potere e controllo al Tesoro inglese sulle banconote emesse dalle altre banche private nel Regno Unito.